# 徳永宗也
徳永 宗也（とくなが そうや）は、近世初頭における筑前国博多の惣司・町司・代官・「町の支配人」。別名は次郎左衛門。
豊臣政権期における動向は詳しくないが、黒田長政の筑前入封後は博多の町政を担当し、博多町奉行職設置まで続いたと考えられる。
博多南縁の堀（房州堀）のうち、瓦町口より辻堂口までの構築（年不詳）、博多東縁の川土手普請（年不詳）、博多本願寺門徒の扱い（慶長7年（1602年））、博多商人の渡航朱印状獲得（慶長12年（1607年））、博多の公役・五人組制度（慶長13年（1608年））などについて長政と協議あるいは長政の指示を受けるなど、博多の町政に深くかかわったことが知られる。しかし、慶長17年（1612年）以降、博多の町政担当者として小堀久左衛門の名が記録に見えるようになり、代わりに徳永宗也の名は歴史上から姿を消す。